# بویچو ولیچکوف
بویچو ولیچکوف (بلغاری: Бойчо Пeтpoв Величков؛ زادهٔ ۱۳ اوت ۱۹۵۸) بازیکن فوتبال اهل بلغارستان بود.
از باشگاه‌هایی که در آن بازی کرده‌است می‌توان به باشگاه فوتبال لو آور و باشگاه فوتبال لوکوموتیو صوفیه اشاره کرد.
وی همچنین در تیم‌های ملی فوتبال زیر ۲۱ سال بلغارستان و بلغارستان بازی کرده‌است.